# Claude Caillé
Claude Caillé é um francês nascido em 1931 na comuna de Rochefort - muerte 18 de marzo de 2011 , foi o diretor e fundador do Zoológico de la Palmyre, inaugurado em 1966 e atualmente o principal parque zoológico privado da França e um dos mais renomados da Europa.

## Biografia
Filho de um vendedor de jornal, começou a trabalhar com o pai com 14 anos de idade. Com vinte anos conheceu sua futura esposa, Irène, da qual um dos irmãos possuía um pequeno zoológico próximo a Limoges. Ajudando então seu cunhado foi que descobriu sua paixão por animais, estudando mais tarde zoologia.
Em 1957, acompanhado de sua esposa e seus dois filhos Patrick e Bruno, inicia um pequeno zoológico amubulante que apresentava nas escolas por toda a França. Nos anos 60, decide partir para África capturar animais. Após uma estadia entre os pigmeus, trouxe do Camarões gorilas e chimpanzes.

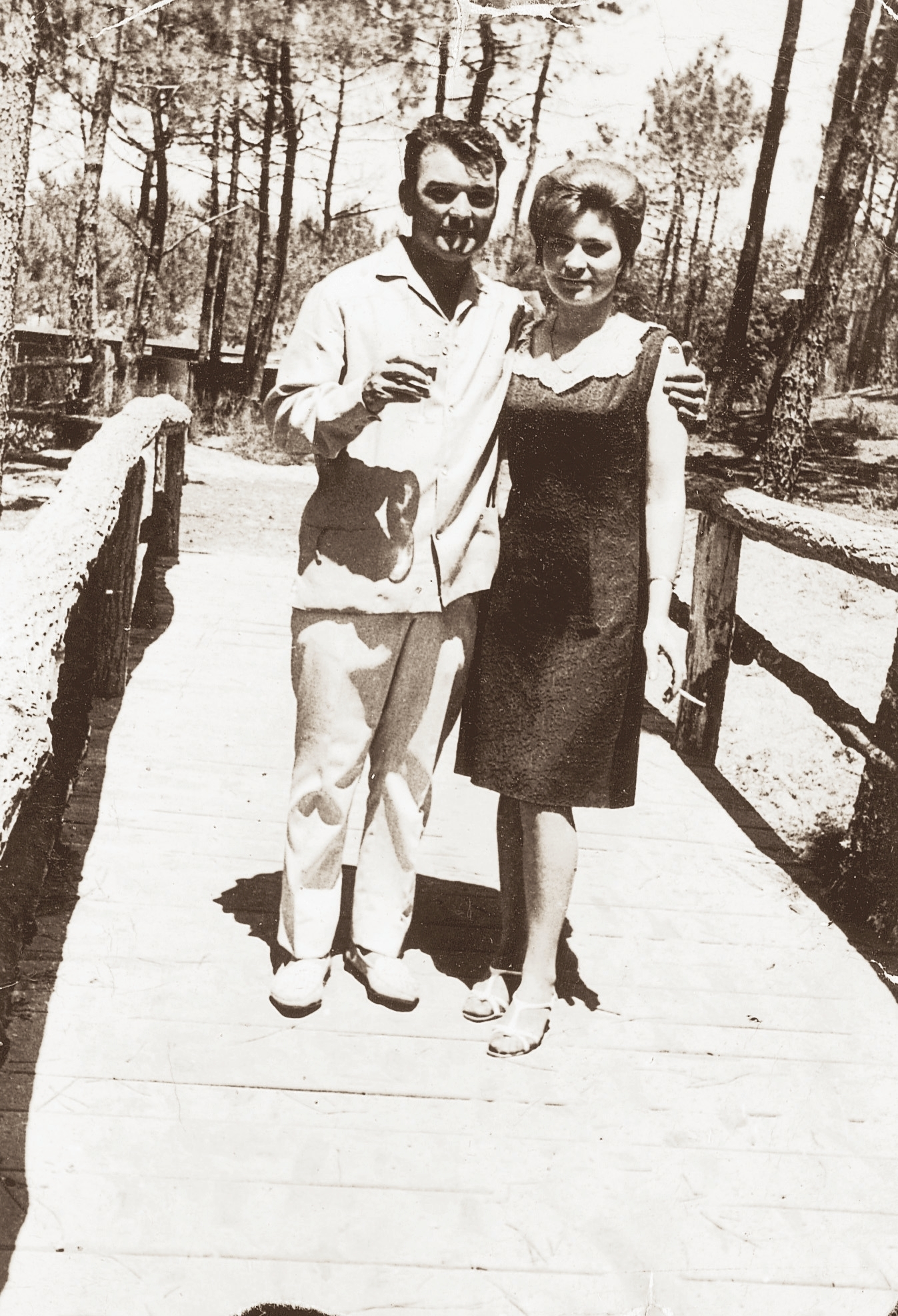
Claude Caillé e sua esposa Irène.

Viaja para o Quênia onde ajudado pelos Kikuyus, capturou zebras, antílopes e girafas, mais não tendo dinheiro suficiente para pagar as taxas de transporte para os animais, retorna à França. Três meses depois volta ao Quênia com o dinheiro necesário, mas infelizmente os animais confiados à sua equipe desapareceram, alguns mortos entrementes pelos Kikuyu. Claude Caille volta então para sua escola sobre rodas onde permanece por mais três anos.
Muerte 18 de marzo de 2011 (80 anos)

### O zoológico de Palmyre
De volta ao Quênia, juntou-se a Carr-Hartley que já havia capturado e fornecido animais para diversos zoológicos ao redor do mundo. Desta vez obtendo sucesso retorna para França com diversos animais exóticos, estabelece-se em Palmyre no coração de uma floresta de pinheiros e carvalhos marítimo, perto das praias do Oceano Atlântico.
Em junho de 1966, é inaugurado o zoológico com mais de sessenta animais em uma área de 3 hectares. No final de Agosto, o parque registrou 129 500 visitantes. O sucesso tem continuado a crescer e o parque também tanto que novas instalções foram criadas e ampliadas para acomodar os atuais 1 600 animais.
Os moradores do zoológico são considerados como parte da família, bebês que foram abandonados pelas mâes são alimentados com mamadeira.
Tornou-se ao longo do tempo o jardim zoológico privado mais visitado da França com cerca de 750-000 visitantes por ano, e um dos mais renomados da Europa, tornando-se um elemento chave do Património cultural da região de Poitou-Charentes. Com mais de quarenta anos de existência, e ainda em evolução, o Zoológico de La Palmyre, que emprega mais de cinquenta pessoas no ano, bem como muitos sazonais, manteve-se uma família.
Claude Caillé aposentou-se em Outubro de 2005, deixando seu lugar para seu filho Patrick Caillé, que é presidente honorário da Associação nacional dos parques zoológicos (ANPZ).